# 721. grenadirski polk (Wehrmacht)
721. grenadirski polk (izvirno nemško 721. Grenadier-Regiment; kratica 721. GR) je bil pehotni polk Heera v času druge svetovne vojne.

## Zgodovina
Polk je bil ustanovljen 15. oktobra 1942 za potrebe 714. pehotne divizije.
1. aprila 1943 je bil preoblikovan v 721. lovski polk.